# Nicho trófico
A teoria do nicho conhecida como original baseia-se na pressuposição de que os indivíduos de uma espécie ou população são ecologicamente equivalentes. Contudo, fatores endógenos e exógenos podem contribuir para uma variação nas dimensões do nicho.
Sabe-se que atividades humanas levaram nosso ambiente em direção a uma situação infeliz. As formas mais comuns de impacto humano incluem poluição, desmatamento e superexploração de recursos naturais, mas claramente um fator importante no remodelamento de ecossistemas é a invasão de espécies.
Enquanto os seres humanos se movem ao redor do mundo, eles levam muitas espécies consigo, seja intencionalmente ou não, e algumas delas se estabelecem com sucesso no novo ambiente, enquanto outras não. Mas o que faz com que algumas espécies sejam invasores bem-sucedidos enquanto outras são incapazes disso?
É evidente, há algum tempo, que ter um nicho amplo, isto é, uma ampla tolerância a condições ambientais e um amplo uso de recursos, é importante para ser bem-sucedido em invadir um novo habitat. A amplitude de nicho trófico, isto é, a quantidade de tipos diferentes de comida que se pode ingerir, está entre as dimensões mais importantes do nicho a influenciar a disseminação de uma espécie.
Estudos sobre a amplitude de nicho trófico de seis planárias terrestres neotropicais mostra que fica claro que as espécies com o nicho mais amplo são mais prováveis de se tornarem invasoras. Na verdade aquela com o nicho mais amplo, Obama Nungara, já é uma invasora na Europa.

## Definição
Expressão proposta por Elton (1972), é a posição do organismo dentro de uma cadeia alimentar: produtor, herbívoro, carnívoro. Esse conceito apresenta algumas limitações de emprego, como nos casos de organismos que promovem o canibalismo, típico de várias espécies de copépodes zooplanctônicos, ou ainda, essencialmente onívoros, como o homem.

## Experimentos
O. nungara, por exemplo, possui um nicho trófico amplo em seu local de ocorrência nativo, que inclui o sul do Brasil, e provavelmente refletiu essa amplitude na Europa. Mas uma espécie que possui um nicho trófico menos amplo em seu local nativo poderia ampliá-lo em um novo ambiente ou não?
Um estudo feito por Courant et al. investigou a dieta da rã-de-unhas-africana, Xenopus laevis, que é uma espécie invasora em muitas partes do mundo. Eles compararam sua dieta em seu local de origem na África do Sul com aquela em várias populações em outros países (Estados Unidos, País de Gales, Chile, Portugal e França).
Os resultados indicaram que a X. laevis possui um nicho consideravelmente amplo tanto em seus locais nativos quanto nos não-nativos, mas a dieta em Portugal apresentou uma mudança maior em comparação àquela em outras áreas, o que indica uma grande capacidade de se adaptar a novas situações. De fato, a população de Portugal vive em água corrente, enquanto em todos os outros locais esta espécie prefere água parada.
pode-se chegar a conclusão que parte do sucesso da rã-de-unhas-africana ao invadir novos habitats está diretamente ligada à sua habilidade de experimentar novos sabores, aumentando seu nicho trófico além daquele de suas populações originais. A situação que ocorreu em Portugal, incluindo um ambiente diferente e uma forma de alimentação diferente, também pode ser o resultado de uma pressão seletiva maior e talvez as chances são de que esta população irá se modificar em uma nova espécie mais rápido que as outras
Outro exemplo é a marsupial Micoureus paraguayanus que foi estudada  em uma área de Cerrado com o objetivo de identificar os fatores endógenos e exógenos que influenciam na sua dieta e os padrões de subdivisão do nicho trófico populacional entre os indivíduos da população. A composição da dieta e a amplitude do nicho trófico foram bastante influenciadas pela sazonalidade, havendo ainda diferenças relacionadas aos sexos no uso de recursos. No período de escassez de recursos alimentares, durante a estação fria e seca, houve ampliação do nicho trófico populacional por causa do aumento da variação interindividual na dieta. Essa variação acaba resultando na ocorrência de indivíduos com dietas mais restritas compostas por subconjuntos do espectro de recursos usado pelos indivíduos com dietas menos restritas. Esses resultados adicionam M. paraguayanus a uma lista crescente de espécies onde tem sido mostrada as variação no uso de recursos e relatam a emergência de estrutura nas interações tróficas no nível dos indivíduos da população, abrindo caminho para uma nova área de interesse em ecologia alimentar.

## História
Investigações sobre a utilização de recursos por predadores, assim como sua relação com as presas e o meio ambiente, são importantes para a compreensão dos mecanismos que influenciam a estrutura das comunidades. Além disso, uma vez que duas ou mais espécies próximas ocorrem em simpatria, o conhecimento dos mecanismos morfológicos e ecológicos que favorecem a coocorrência de espécies semelhantes podem ser importantes. O estudo das relações tróficas entre espécies simpátricas é necessária para a compreensão das interações interespecíficas e para descrever o ecossistema.
Anfíbios tem particularmente vantagens para essa forma de estudo, principalmente algumas espécies mais generalistas, pois costumam se concentrar em grande quantidade nos corpos d’água, que utilizam como sítios reprodutivos. Em uma ou poucas noites é possível coletar uma grande quantidade de indivíduos que permitem análises quantitativas mais detalhadas. Além disso, o fato de engolirem suas presas praticamente inteiras facilita no processo de identificação do conteúdo estomacal. Assim, anfíbios representam um ótimo modelo animal para comparação dos nichos tróficos de espécies proximamente relacionadas.
O grau de diferenciação de nicho entre espécies no mesmo nível trófico depende de vários fatores. Dentre eles, informações sobre a dieta são necessárias para entender os padrões de história de vida, as flutuações populacionais e os efeitos das modificações de habitat sobre os anuros. Todos esses aspectos variam dependendo das condições ambientais dos locais, da sazonalidade climática e da população estudada, principalmente no que se refere à morfologia.
Muitos estudos assumem que a similaridade morfológica entre espécies leva ao uso de alguns recursos de modo parecidos principalmente espécies que compartilham ancestralidade próxima. nesse contexto, se duas ou mais espécies apresentarem similaridade morfológica e coexistirem no ambiente, possivelmente vão competir por recursos alimentares. Diferenças na morfologia, nas estratégias de forrageamento e na utilização do hábitat por espécies simpátricas podem reduzir os efeitos negativos que uma espécie teria sobre a outra, facilitando assim a sua coexistência.
Entre espécies generalistas, uma das causas normalmente atribuídas às possíveis diferenciações nas dietas é a limitação morfológica para a ingestão das presas. Na maioria das vezes, diferenças na dieta podem ser causadas simplesmente devido à diferença de tamanho entre as presas consumidas. Trabalhos demonstraram uma relação entre o tamanho do indivíduo e o tamanho da presa, evidenciando uma correlação positiva entre o crescimento e o consumo de presas maiores.
Além das relações com o nicho trófico, o tamanho corporal dos anfíbios influencia vários outros aspectos da sua biologia, podendo ser considerada uma das principais características do individuo para lidar com pressões do meio, sejam elas naturais ou antrópicas. Muitos traços da história de vida estão correlacionados com o tamanho do corpo e essa variação pode ter profundos efeitos em múltiplas escalas da organização biológica, desde o indivíduo até o ecossistema.
O tamanho do corpo interfere nas atividades fisiológicas ( taxa metabólica), reprodutivas (tamanho da ninhada), ontogenéticas (maturidade sexual), de história de vida (área de vida e abundância local) e evolutivas (probabilidade de extinção e/ou especiação).Se essa característica afeta tantos processos fisiológicos e ecológicos, influencia diretamente na capacidade de se reproduzir e de sobreviver.
Uma discussão teórica mais complexa ainda não chegou a um consenso sobre o tamanho corporal como um aspecto bioindicador de qualidade ambiental. Logo, existem trabalhos que relatam que o tamanho médio do corpo dos anfíbios diminui em resposta aos impactos ambientais e outros que afirmam o inverso. Da mesma forma que existe este conflito teórico, é notório uma gradativa alteração de paradigma nos estudos comparativos de dietas. Inicialmente esses estudos focavam no simples objetivo de mostrar que espécies simpátricas devem divergir em algum aspecto de seus nichos tróficos como resposta à redução da competição interespecífica. Hoje em dia é cada vez maior o número de trabalhos que questionam a própria competição, principalmente em ambientes neotropicais ricos em recursos e em animais como os anfíbios que se alimentam de artrópodos, grupo animal mais rico e abundante do planeta.